# Dirección General del Servicio Exterior
La Dirección General del Servicio Exterior (DGSE) es el órgano directivo de la Subsecretaría del Ministerio de Asuntos Exteriores, Unión Europea y Cooperación de España al que le corresponde el ejercicio de las competencias del Departamento relativas a la gestión de recursos humanos, régimen interior, gestión económica y financiera, contratación, obras y amueblamientos, control de la gestión, planificación y asistencia informática y las comunicaciones.
Directamente, se encarga de la gestión de los asuntos relativos a la contratación correspondientes a los servicios centrales y en las Representaciones de España en el exterior, y cualquier competencia adicional en materia de contratación no atribuida a otros órganos superiores o directivos del Ministerio y en coordinación con ellos. El resto de sus funciones, las ejerce a través de sus órganos dependientes.

## Historia
La Dirección General del Servicio Exterior se remonta a principios de 1938, cuando se establece el Servicio Nacional de Asuntos Administrativos en el Ministerio de Exteriores, que asumía las competencias del Departamento relativas a personal y asuntos generales, contabilidad, registro, archivo y biblioteca. Como el resto de servicios nacionales, a partir de 1939 pasó a denominarse «Dirección General de Asuntos Administrativos» y, a finales de 1945, se renombró como «Dirección General de Régimen Interior», con las siguientes secciones: la primera de Personal; la segunda de Contabilidad; la tercera de Registro, Comunicaciones y Archivo, y la cuarta de Asuntos administrativos. Asimismo, dependían también de este órgano la Oficina de Interpretación de Lenguas.
En verano de 1949, al crearse la Dirección General de Asuntos Consulares, se suprimió la Sección de Asuntos Administrativos al pasar estas funciones al mencionado organismo. No sufrirá otra modificación hasta una década después, cuando se crea la Oficina de Iniciativas y Reclamaciones, adscrita a este órgano.
La actual denominación la adquiere en 1966, y la denominación de Dirección General de Régimen Interior pasa a otro órgano de nueva creación dependiente del Ministerio de Comercio. Con esta nueva denominación, no solo mantenía sus funciones sino que asumía parte de las funciones de la extinta Dirección General de Política Exterior.
Otra reforma importante la sufrió en 1968, cuando quedó estructurada de la siguiente manera:
- Una Dirección de Personal, con categoría de subdirección general, que asumía todas las funciones relativas al personal y sus retribuciones.
- Una Dirección de Administración, con categoría de subdirección general, encargada del área administrativa, contable, económico-presupuestaria, asuntos patrimoniales y viajes.
- Una Dirección de Archivo y Correo Diplomático, con rango de sección, encargada de las valijas diplomáticas, el registro y archivo general y la biblioteca.
- Una Dirección de Cifra, que asumía las competencias sobre códigos, mecanización y comunicaciones.
- Una Dirección de Estudios y Documentación, encargada de las disposiciones normativas, organización y métodos, estadísticas, publicaciones, recursos e información administrativa.
- Una Dirección de Tratados y Acuerdos Internacionales.
- Una Sección de Asuntos Generales.
- La Oficina de Interpretación de Lenguas.

Desde 1970 los órganos principales de la dirección general asumen la denominación de subdirecciones generales. Además, entre los años 70 y 80 sufrirá diferentes reformas en sus diferentes secciones y negociados, pero manteniendo prácticamente las mismas funciones.
Ya con el primer cambio de gobierno democrático, en 1983 se estructura la dirección general bajo tres subdirecciones: «de Personal», «de Administración» y «del Servicio Exterior», esta última cambiando su denominación en 1984 a «de Régimen Interior». Al año siguiente vuelve a cambiarse la denominación de esta última subdirección genera a la de «Control de Gestión» y se crea la actual Oficialía Mayor.
No sufrirá mayores cambios, salvo en las denominaciones de las subdirecciones, hasta 2004 en la que se añade una nueva subdirección general dedicada a las comunicaciones y servicios informáticos y 2008 cuando se crea la División de Control de la Gestión.

## Estructura y funciones
La DGSE ejerce sus competencias a través de los siguientes órganos:
- La Oficialía Mayor, a la que corresponde la seguridad del Departamento en servicios centrales y en las Representaciones de España en el exterior, adquisición y gestión de vehículos en el extranjero, régimen interior, registro general, oficina de información administrativa, gabinete médico, correo diplomático, así como el amueblamiento y el equipamiento de enseres, útiles y menaje en los servicios centrales.
- La Subdirección General de Personal, a la que corresponde la gestión del personal empleado público, funcionario y laboral, en los servicios centrales y en el exterior; incluyendo la dirección de la Caja Pagadora de Habilitación, así como la prevención de riesgos laborales y psicosociales.
- La Subdirección General de Administración Financiera, que se encarga del seguimiento presupuestario de los ingresos y gastos corrientes en el exterior, la tramitación económica de la adquisición y el arrendamiento de inmuebles en los servicios centrales y en las representaciones de España en el exterior y la coordinación en esta materia con la Dirección General del Patrimonio del Estado, la gestión de los créditos para suministros, material, incluido el consular, así como las indemnizaciones por razón del servicio la gestión de los créditos para suministros, material, incluido el consular, así como las indemnizaciones por razón del servicio, así como de la gestión de los créditos correspondientes al Departamento en concepto de atenciones protocolarias y representativas.
- La Subdirección General de Asuntos Patrimoniales, a la que le corresponde la gestión de las obras de nueva construcción, rehabilitación, conservación y mantenimiento, incluidas las relativas a la seguridad, de los inmuebles adscritos al Departamento tanto en los servicios centrales como en las Representaciones de España en el exterior, así como la valoración de la idoneidad de las opciones patrimoniales y la evaluación técnica necesaria para la tramitación de los expedientes de adquisición, enajenación o permutas de bienes inmuebles y arrendamiento de inmuebles de las Representaciones de España en el exterior; la actualización del inventario de bienes muebles e inmuebles, así como el amueblamiento y el equipamiento de enseres, útiles y menaje en las Representaciones de España en el exterior; y el inventario y la gestión de los bienes muebles con valor cultural en los servicios centrales y en las Representaciones de España en el exterior.
  - Oficina de Supervisión de Proyectos.
- La Subdirección General de Informática, Comunicaciones y Redes, a la que corresponde la dirección y ejecución de los proyectos tecnológicos del Plan de Transformación Digital del Ministerio; la gestión y administración de los  sistemas de información y de los servicios de comunicaciones de voz y datos –fijos, móviles, radio y satelitales–; el diseño, desarrollo, actualización y operación de los sistemas de información para la gestión económica, contable y administrativa; la gestión documental; la intranet; el sistema de expedición de visados; los sistemas de gestión consular y protección a españoles en el exterior; expedición de pasaportes en el exterior; la sede electrónica y los servicios digitales prestados a ciudadanos y empresas, y la gestión técnica de los portales institucionales del Ministerio; el diseño e implantación de políticas, metodologías y salvaguardas al objeto de garantizar la protección de la información administrativa y clasificada; asegurar el cumplimiento de la normativa de seguridad aplicable a los sistemas de información; y la gestión de la identidad y la provisión de los medios de autenticación e identificación electrónica a los empleados públicos
- La División de Control y Mejora de la Gestión, a la que le corresponde la gestión de los asuntos relativos a la contratación correspondientes a los servicios centrales y en las Representaciones de España en el exterior, y cualquier competencia adicional en materia de contratación no atribuida a otros órganos superiores o directivos del Ministerio y en coordinación con ellos.

## Directores generales
Los titulares de este órgano han recibido cuatro denominaciones, a saber: directores generales de Asuntos Administrativos (1938-1942), directores generales de Asuntos Generales (1942-1946), directores generales de Régimen Interior (1946-1966), y directores generales del Servicio Exterior desde 1966 a la actualidad.
- Vicente González Arnao y Amar de la Torre (1938-1939)
- Ángel de la Mora y Arena (1939-1940)
- Diego del Alcázar y Roca de Togores (1940-1941)
- Ricardo Gómez Navarro (1941-1942). Interino
- Alonso Caro y del Arroyo (1942-1947)
- Roberto de Satorres y Vríes (1947-1952)
- Antero de Ussía y Murúa (1952-1956)
- Ramón Martínez Artero (1956-1961)
- Germán Burriel Rodríguez (1961-1966)
- José María Moro Martín-Montalbo (1966-1970)
- Raimundo Pérez-Hernández y Moreno (1970-1973)
- José Luis Pérez Ruiz (1973-1975)
- José Manuel de Abaroa y Goñi (1975-1976)
- José Joaquín Puig de la Bellacasa y Urdampilleta (1976-1978)
- Eduardo Aranda Carranza (1978-1981)
- Federico Garayalde Emparan (1981-1983)
- Jesús Núñez Fernández (1983-1985)
- Rafael Muñoz López-Carmona (1985-1989)
- Carlos Carderera Soler (1989-1993)
- José Antonio López Zatón (1993-1996)
- Antonio Núñez García-Saúco (1996-1998)
- Rafael Mendívil Peydro (1998-2004)
- Diego Muñiz Lovelace (2004-2010)
- Juan Ramón Martínez Salazar (2010-2012)
- Miguel Aguirre de Cárcer y García del Arenal (2012-2013)
- Enrique Ruiz Molero (2013-2017)
- Alejandro Polanco Mata (2017-2018)
- Álvaro Kirkpatrick de la Vega (2018-2021)
- María Hilda Jiménez Núñez (2021-2024)
- Cristina López Heras (2024-presente)[14]